# Antonius Thysius de Oudere
Antonius Thysius de Oudere (1565–1640) was een Nederlands-hervormde theoloog en hoogleraar aan de Universiteit van Harderwijk en de Universiteit Leiden .

## Leven
Hij werd geboren op 9 augustus 1565 in Antwerpen en volgde een klassieke opleiding onder Bonaventura Vulcanius. In 1581 volgde hij zijn leraar naar Leiden, waar hij theologie studeerde onder Lambertus Danaeus. Na een jaar vertrok Danaeus naar Gent. Thysius verbleef enkele jaren in Frankenthal en Genève, waar hij les kreeg van Theodorus Beza, en vervolgens in andere Zwitserse steden en Straatsburg. Hij verbleef vier jaar in Heidelberg en ging in 1589 naar Oxford en Cambridge, waar hij colleges van William Whitaker en John Rainolds bijwoonde. Op 12 augustus 1590 keerde hij terug naar Leiden en onderwees gedurende korte tijd in Haarlem. Daar werd hij wegens de dood van zijn vader naar Frankfurt geroepen.
Vervolgens reisde Thysius een tijd door Noord-Duitsland en Nederland. Hij bezocht geleerden in Danzig, Rostock, Stade, Emden en Groningen. In 1594 werkte hij in Amsterdam als hulpprediker. Daarna reisde naar Frankrijk, waar hij met name verbleef in Montpellier en Toulouse. In 1600 keerde hij terug naar Leiden, waar hij eerdere vriendschappen hernieuwde met Franciscus Gomarus, Lucas Trelcatius, Franciscus Junius de Oude, Scaliger en Franciscus Raphelengius.
Op aanbeveling van Gomarus werd Thysius in 1601 aangenomen door de theologische faculteit van de Universiteit van Harderwijk, waar hij 18 jaar lang doceerde als gematigd calvinistisch leraar. Hoewel hij een tegenstander was van Jacobus Arminius, sloot hij zich niet aan bij de harde lijn van de Gomaristen. Hij woonde als theologische afgevaardigde de Synode van Dordrecht in 1618 bij en werd daarbij benoemd tot onderzoeker van de Bijbelvertaling en van het Oude Testament. Kort na de synode kreeg hij van de curatoren van de Leidse universiteit een uitnodiging om hoogleraar theologie te worden en op 10 december 1619 begon hij aan deze functie met zijn Oratio de theologia ejusque studios capessendo.
Hij overleed op 7 november 1640 in Leiden.

## Werken
In 1613 gaf Thysius de Scripta Anglicana uit. Dit is een verzameling documenten uit de jaren 1590 over de geschillen te Cambridge rond Peter Baro. De publicatie was gericht tegen de beweringen van de remonstranten. Andere werken van Thysius uit deze spannende periode waren Duyt als Wael Gereformeerden Kercken in een ligchaem vervat (1615) en Responsio in Remonstrantium remonstrantiam (1617).
In 1625 publiceerde hij met Johannes Polyander, André Rivet en Antonius Walaeus een Synopsis purioris theologiae, die lang gebruikt werd in de universiteit. Hij schreef ook De natura Dei et divinis attributis (1625).

## Familie
Thysius trouwde in 1602 in Harderwijk met Johanna de Raadt. Hun zoon Antonius Thysius de Jongere (1603–1665) was vanaf 1637 hoogleraar poëzie aan de universiteit van Leiden en later staatsgeschiedschrijver in als opvolger van Daniel Heinsius.
Constantijn l'Empereur trouwde met Catharina Thys, de nicht van Thysius; en zijn broer Johannes l'Empereur trouwde met Thysius' dochter Abigaël Thys.